# William L. Smith

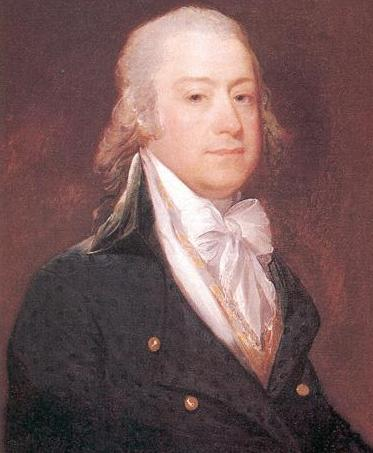
William L. Smith

William Loughton Smith (* 1758 in Charleston, Province of South Carolina; † 19. Dezember 1812 ebenda) war ein US-amerikanischer Politiker. Zwischen 1789 und 1797 vertrat er den Bundesstaat South Carolina im US-Repräsentantenhaus.

## Werdegang
William Smith wurde während der britischen Kolonialzeit in Charleston geboren. Zwischen 1770 und 1774 besuchte er Schulen im Mutterland England. In London studierte er 1774 auch Jura. Danach setzte er seine Ausbildung zwischen 1774 und 1778 in Genf in der Schweiz fort. Im Jahr 1783 kehrte er nach Charleston zurück. Dort wurde er 1784 als Rechtsanwalt zugelassen, woraufhin er in diesem Beruf tätig wurde. Außerdem bewirtschaftete er außerhalb von Charleston ein Anwesen. Gleichzeitig begann Smith eine politische Laufbahn. In den Jahren 1787 und 1788 war er Abgeordneter im Repräsentantenhaus von South Carolina. Zusätzlich bekleidete er noch einige lokale Ämter in Charleston. Smith wurde ein Anhänger der Pro-Administration-Fraktion von Alexander Hamilton und George Washington. Konsequenterweise schloss er sich später der von Hamilton gegründeten Föderalistischen Partei an.
Bei den Wahlen zum ersten Kongress im Jahr 1788 wurde Smith im ersten Wahlbezirk von South Carolina in das US-Repräsentantenhaus gewählt. Dort trat er am 4. März 1789 sein neues Mandat an. Nach vier Wiederwahlen konnte er bis zu seinem Rücktritt am 10. Juli 1797 im Kongress verbleiben. Im Jahr 1791 wurden die ersten zehn Zusatzartikel zur Verfassung der Vereinigten Staaten verabschiedet. 1795 folgte der 11. Verfassungszusatz. Smith war von 1793 bis 1795 Vorsitzender des Wahlausschusses. Ab 1795 war er Mitglied des Committee on Ways and Means, dessen Vorsitz er auch zeitweise führte.
Zwischen 1797 und 1801 war Smith Botschafter in Portugal. Zwischenzeitlich war er auch als Botschafter im Osmanischen Reich vorgesehen. Dieses Amt hat er aber nicht angetreten. In den Jahren 1804, 1806 und 1808 bewarb sich Smith erfolglos um seine Rückkehr in den Kongress. 1808 wurde er Leutnant der Staatsmiliz. Im selben Jahr wurde er noch einmal in das Repräsentantenhaus seines Staates gewählt. Smith war außerdem Präsident der Santee Canal Co. sowie Vizepräsident der Charleston Library Society und der St. Cecilia Society. Er starb am 19. Dezember 1812 in seiner Heimatstadt Charleston.